# KAKASI
KAKASI（かかし）は、日本語の漢字仮名交じり文を平仮名やローマ字綴りの文に変換するプログラムである。単語ごとにわかち書きができる機能により形態素解析エンジンとしてNamazu等の全文検索エンジンと組み合わせて用いられることも多い。
KAKASIは"kanji kana simple inverter"の略であり、日本語入力システムのSKKを逆に読んだものである。実際、KAKASIで使用される辞書に含まれる単語の大半はSKKの辞書に由来するものである。
KAKASIは自由ソフトウェアであり、GPLに基づいて配布されている。